# Luci Marci Censorí (cònsol 39 aC)
Luci Marci Censorí (en llatí Lucius Marcius L. F. C. N. Censorinus) va ser un militar i magistrat romà. Formava part de la gens Màrcia, i de la família dels Censorí, d'origen plebeu.
Segons Nicolau Damascè, va començar la seva carrera política com a senador durant el govern de Juli Cèsar. Després de l'assassinat de Cèsar, només ell i Gai Calvisi Sabí de entre tots els senadors es van oposar a que els assassins fossin amnistiats.
Va ser un fervent partidari de Marc Antoni, sota el que va ser pretor l'any 43 aC. L'any següent va participar en la batalla de Filipos sota el comandament d'Antoni i Octavi. Quan Antoni va passar a Àsia després d'arranjar els afers de Grècia, el va deixar com a governador de la província (41 aC), on hi va estar fins l'arribada del seu substitut Gai Asini Pol·lió. L'any 39 aC, pel fet de ser partidari d'Antoni, va ser nomenat cònsol amb Gai Calvisi Sabí. El primer dia del seu consolat va celebrar un triomf, segons els Fasti, per alguns èxits aconseguits a Macedònia on hi havia d'haver estat governant com a procònsol.
Un fill seu, Gai Marci Censorí, va ser cònsol l'any 8 aC.